# Anthracoidea heterospora
Anthracoidea heterospora är en svampart som först beskrevs av B. Lindeb., och fick sitt nu gällande namn av Kukkonen 1963. Anthracoidea heterospora ingår i släktet Anthracoidea och familjen Anthracoideaceae.   Inga underarter finns listade i Catalogue of Life.